# يونيفرستي بارك (نيومكسيكو)
يونيفرستي بارك (بالإنجليزية: University Park CDP, New Mexico)‏ هي منطقة سكنية تقع بولاية نيومكسيكو في الولايات المتحدة. تبلغ مساحتها 4.01 كم2، وترتفع عن سطح البحر 1,193 م، بلغ عدد سكانها 4,192 نسمة في عام 2010 حسب إحصاء مكتب تعداد الولايات المتحدة وتصل الكثافة السكانية فيها 1,045.4 نسمة لكل كيلومتر مربع (2,707.6/ميل2).

## التركيبة السكانية
حدّد مكتب تعداد الولايات المتحدة بيانات التركيبة السكانية ليونيفرستي بارك في تعداد الولايات المتحدة. في ما يلي، التركيبة السكانية حسب تعدادي 2000 و2010.

### تعداد عام 2000
بلغ عدد سكان يونيفرستي بارك 2,732 نسمة بحسب تعداد عام 2000، وبلغ عدد الأسر 417 أسرة وعدد العائلات 351 عائلة مقيمة في المنطقة السكنية. في حين سجلت الكثافة السكانية 681.3 نسمة لكل كيلومتر مربع (1,764.6/ميل2). وبلغ عدد الوحدات السكنية 615 وحدة بمتوسط كثافة قدره 153.4 لكل كيلومتر مربع (397.3/ميل2).
وتوزع التركيب العرقي للمنطقة السكنية بنسبة 66.69% من البيض و4.98% من الأمريكيين الأفارقة و5.60% من الأمريكيين الأصليين و5.67% من الأمريكيين ذوي الأصول الآسيوية و0.18% من سكان جزر المحيط الهادئ و12.48% من الأعراق الأخرى و4.39% من عرقين مختلطين أو أكثر و37.15% من الهسبانيون أو اللاتينيون من أي عرق.
بلغ عدد الأسر 417 أسرة كانت نسبة 64.5% منها لديها أطفال تحت سن الثامنة عشر تعيش معهم، وبلغت نسبة الأزواج القاطنين مع بعضهم البعض 56.8% من أصل المجموع الكلي للأسر، ونسبة 24% من الأسر كان لديها معيلات من الإناث دون وجود شريك، بينما كانت نسبة 3.4% من الأسر لديها معيلون من الذكور دون وجود شريكة وكانت نسبة 15.8% من غير العائلات. تألفت نسبة 12.9% من أصل جميع الأسر من عدة أفراد يعيشون في نفس المنزل. وبلغ متوسط حجم الأسرة المعيشية 2.82، أما متوسط حجم العائلات فبلغ 3.08.
بلغ العمر الوسطي للسكان 19.8 عاماً. وكانت نسبة 16.2% من القاطنين تحت سن الثامنة عشر، وكانت نسبة 8.1% بين الثامنة عشر والرابعة والعشرين عاماً، ونسبة 16.5% كانت واقعةً في الفئة العمرية ما بين الخامسة والعشرين والرابعة والأربعين عاماً، ونسبة 2.2% كانت ما بين الخامسة والأربعين والرابعة والستين، ونسبة 0.1% كانت ضمن فئة الخامسة والستين عاماً فما فوق. يوجد لكل 100 أنثى 88.6 ذكر، ويوجد لكل 100 أنثى في الثامنة عشر من عمرها فما فوق 78.6 ذكر.
بلغ متوسط دخل الأسرة في المنطقة السكنية 13,045 دولارًا، أما متوسط دخل العائلة فبلغ 13,365 دولارًا. وكان متوسط دخل الذكور 16,500 دولارًا مقابل 18,750 دولارًا للإناث. وسجل دخل الفرد الخاص بالمنطقة السكنية 4,152 دولارًا. وكانت نسبة 56.4% من العائلات ونسبة 53.1% من السكان تحت خط الفقر، وكان من هؤلاء نسبة 56.7% تحت سن الثامنة عشر ونسبة 100% في الخامسة والستين من العمر وما فوق.

### تعداد عام 2010
بلغ عدد سكان يونيفرستي بارك 4,192 نسمة بحسب تعداد عام 2010، وبلغ عدد الأسر 1,126 أسرة وعدد العائلات 484 عائلة مقيمة في المنطقة السكنية. في حين سجلت الكثافة السكانية 1,045.4 نسمة لكل كيلومتر مربع (2,707.6/ميل2). وبلغ عدد الوحدات السكنية 1,230 وحدة بمتوسط كثافة قدره 306.7 لكل كيلومتر مربع (794.3/ميل2).
وتوزع التركيب العرقي للمنطقة السكنية بنسبة 69.08% من البيض و4.75% من الأمريكيين الأفارقة و5.77% من الأمريكيين الأصليين و6.32% من الأمريكيين ذوي الأصول الآسيوية و0.33% من سكان جزر المحيط الهادئ و8.75% من الأعراق الأخرى و4.99% من عرقين مختلطين أو أكثر و39.55% من الهسبانيون أو اللاتينيون من أي عرق.
بلغ عدد الأسر 1,126 أسرة كانت نسبة 28.6% منها لديها أطفال تحت سن الثامنة عشر تعيش معهم، وبلغت نسبة الأزواج القاطنين مع بعضهم البعض 23.8% من أصل المجموع الكلي للأسر، ونسبة 14.4% من الأسر كان لديها معيلات من الإناث دون وجود شريك، بينما كانت نسبة 4.8% من الأسر لديها معيلون من الذكور دون وجود شريكة وكانت نسبة 57% من غير العائلات. تألفت نسبة 40.4% من أصل جميع الأسر من عدة أفراد يعيشون في نفس المنزل ونسبة 0.3% كانت تتألف من شخص يعيش بمفرده يبلغ من العمر 65 عاماً أو أكثر. وبلغ متوسط حجم الأسرة المعيشية 2.10، أما متوسط حجم العائلات فبلغ 2.89.
بلغ العمر الوسطي للسكان 20.2 عاماً. وكانت نسبة 13.3% من القاطنين تحت سن الثامنة عشر، وكانت نسبة 63.1% بين الثامنة عشر والرابعة والعشرين عاماً، ونسبة 20.2% كانت واقعةً في الفئة العمرية ما بين الخامسة والعشرين والرابعة والأربعين عاماً، ونسبة 3% كانت ما بين الخامسة والأربعين والرابعة والستين، ونسبة 0.4% كانت ضمن فئة الخامسة والستين عاماً فما فوق. وتوزع التركيب الجنسي للسكان بنسبة 48.6% ذكور و51.4% إناث.